# Sérgio da Silva Pinto
Sérgio Ricardo da Silva Pinto (* 16. Oktober 1980 in Vila Nova de Gaia), auch bekannt als Sérgio Pinto, ist ein ehemaliger deutsch-portugiesischer Fußballspieler und heutiger Fußballfunktionär.
Der gebürtige Portugiese absolvierte in seiner aktiven Karriere 212 Partien in der Bundesliga, in denen ihm 26 Tore gelangen. Des Weiteren spielte er unter anderem in der spanischen La Liga für UD Levante.

## Leben
Da Silva Pinto wurde in Portugal in Vila Nova de Gaia geboren und verbrachte seine Kindheit und frühe Jugend dort. Als er zwölf Jahre alt war, zog er mit seinen Eltern nach Deutschland und ließ sich im nordrhein-westfälischen Haltern am See nieder; anfangs sprach er kein Deutsch.
Pinto ist verheiratet und hat zwei Kinder.

## Karriere

### Jugend
In Portugal spielte er in der Jugendmannschaft des FC Porto. Nach seiner Ankunft in Haltern erhielt er ein Angebot vom FC Schalke 04, jedoch zog er es aufgrund der Entfernung zwischen Haltern und Gelsenkirchen und wegen der Sprachprobleme vor, vorerst beim TuS Haltern zu spielen. 1995 wechselte er schließlich in die B-Jugend-Mannschaft der Schalker.

### Profi

#### FC Schalke 04
Nach vier Jahren in den Jugendmannschaften des FC Schalke 04 schaffte da Silva Pinto 1999 den Sprung in die Profimannschaft und absolvierte dort bis 2004 23 Bundesligaspiele für Schalke und vier Spiele im UEFA-Pokal.

#### Alemannia Aachen
Vor der Saison 2004/05 wechselte da Silva Pinto auf Leihbasis zu Alemannia Aachen in die 2. Bundesliga. Er gab als Saisonziel den Aufstieg in die erste Fußball-Bundesliga aus. Zu seinem Einstand für die Alemannia kam er am 13. August 2004 beim 1:1 am ersten Spieltag der 2. Bundesliga 2004/05 im Spiel gegen LR Ahlen in der Anfangself. Er verschoss einen Strafstoß und wurde nach 60 Minuten durch Florian Bruns ersetzt. Der Flügelspieler kam in seiner ersten Spielzeit zu 27 Partien und erzielte vier Tore. Zudem absolvierte er für Aachen sieben Spiele und gab zwei Vorlagen im UEFA-Pokal, für den man sich durch den DFB-Pokalfinal-Einzug 2004 qualifiziert hatte. Dort erreichte er mit der Mannschaft das Sechzehntelfinale, in dem man gegen AZ Alkmaar ausschied. Im Mai 2005 erhielt da Silva Pinto bei Alemannia Aachen eine Festanstellung bis 2007.
In der Saison 2005/06 stieg er mit der Alemannia in die Bundesliga auf. In der Aufstiegssaison erzielte er mit einem Fernschuss das Tor des Monats im November 2005 der ARD-Sportschau gegen den SC Paderborn 07.

#### Hannover 96
Im Sommer 2007 wechselte da Pinto mit einem Dreijahresvertrag zu Hannover 96. Hier spielte er zunächst auf der rechten Außenbahn. In der Rückrunde 2007/08 wurde gegen ihn nach zwei kurz aufeinander folgenden Roten Karten vereinsintern eine Strafe verhängt.
Im Abstiegskampf der Saison 2009/10 spielte er wochenlang trotz eines gerissenen Außenbandes im Knie und trug als Führungsspieler zum Klassenerhalt bei. Am Ende der Saison 2009/10 wurde der auslaufende Vertrag um drei Jahre verlängert.
In der Saison 2010/11 wurde Hannover 96 mit Pinto Vierter, was zur Teilnahme an der Europa League berechtigte. Hier setzte sich 96 gegen den favorisierten FC Sevilla durch und schied erst im Viertelfinale gegen späteren Cupgewinner Atlético Madrid aus. In der Bundesliga erreichte Hannover 96 den siebten Platz, der zur erneuten Teilnahme an der Qualifikation zur Europa League berechtigte. Zu Beginn der Saison 2012/13 leitete da Silva Pinto in der ersten Runde des DFB-Pokals mit zwei Toren den Sieg über den FC Nöttingen ein. Mit Ablauf der Saison 2012/13 erhielt er keinen neuen Vertrag und verließ den Verein.

#### Levante UD
Im Juli 2013 verpflichtete der spanische Club Levante UD aus Valencia Pinto. Er erhielt einen Zweijahresvertrag. Sein Pflichtspieldebüt in der Primera División gab er am 15. August 2013 am ersten Spieltag bei der 0:7-Auswärtsniederlage beim FC Barcelona. Zur Halbzeit lag die Mannschaft mit 0:6 zurück und da Silva Pinto wurde ausgewechselt. Er gab am 21. September 2013 am fünften Spieltag gegen UD Almería (2:2) eine Torvorlage. In der Liga kam er zu 18 Einsätzen, in der Copa del Rey spielte er mit UD Levante erneut im Camp Nou; die Valencianer führten mit 1:0 und verloren am Ende mit 1:5. Pinto musste aufgrund einer Muskelquetschung bereits in der ersten Halbzeit ausgewechselt werden.

#### Fortuna Düsseldorf
Zur Saison 2014/15 wurde Pinto von Fortuna Düsseldorf verpflichtet. Er erhielt einen Zweijahresvertrag. Der Wechsel kam durch seine Freundschaft mit Sascha Rösler, mit dem er bei Alemannia Aachen zusammengespielt hatte, zustande. Im Oktober 2014 brach er sich im Spiel gegen den FC Ingolstadt 04 den Kiefer, im April 2015 erneut im Training. Danach hat er aus gesundheitlichen Gründen kein Spiel mehr für die Fortuna bestritten und wurde zum Ende der Saison 2015/16 verabschiedet.
Am 1. Juni 2016 gab Pinto wegen der Kieferverletzung das Ende seiner Fußballkarriere bekannt.

## Sonstiges
Aufgrund seines Einsatzes, überragender Technik, bissiger Spielweise und nicht zuletzt wegen seiner Interviews (z. B. „Wolfsburg ist keine Stadt“) zählte er zu den Publikumslieblingen in Hannover. Da Silva Pinto selbst führte seine Leistungssteigerung nicht zuletzt auf den Trainer Mirko Slomka zurück, der ihn ins zentrale defensive Mittelfeld stellte, aber große Offensivfreiheiten einräumte und durch großes Vertrauen stärkte.
Seine Leistung fand auch außerhalb Hannovers Beachtung. „Pinto ist ein sehr bissiger und teilweise ungemein kreativer wie listiger Spieler, der viele Kniffe und Tricks im Fußball perfektioniert hat. Kleine Provokationen, schöne Pässe und spektakuläre Tacklings gehören ebenso zu seinem Repertoire wie versteckte oder taktische Fouls, was ihn […] zu einer starken Besetzung im defensiven Mittelfeld macht.“
Im Juli 2012 wurde da Silva Pinto in den Mannschaftsrat von Hannover 96 gewählt. Im Juli 2014 wurde er von Oliver Reck in den Mannschaftsrat von Fortuna Düsseldorf berufen.
Im Mai 2023 trat da Silva Pinto in einem Benefizspiel auf Seiten der ehemaligen Mannschaft Alemannia Aachens gegen Tek Yürek Europa zugunsten der Opfer des Erdbebens in der Türkei an.

## Funktionärskarriere
Zur Saison 2018/19 wurde er zum Chefscout bei der SpVgg Greuther Fürth berufen. Hier verstärkt er die Bereiche Spielerbeobachtung, -bewertung und -auswahl. Im Sommer 2021 wurde er  zum Kaderplaner befördert. Am 26. November 2024 wurde er freigestellt.

## Titel / Erfolge
- Vize-Meister 2001 (mit dem FC Schalke 04)
- DFB-Pokalsieger 2001 (mit dem FC Schalke 04)
- DFB-Pokalsieger 2002 (mit dem FC Schalke 04)
- Aufstieg in die Bundesliga 2006 mit Alemannia Aachen

## Auszeichnungen
- Torschütze des Monats November 2005[21]
- Torschütze des Monats Januar 2009[22]